# قائمة الألقاب والأسماء العثمانية
هذه قائمة بالتسميات والألقاب العثمانية المستخدمة بأسماء العائلات، مثل سلطان، باشا، خوجا، هانم، إلخ، وهي تؤشر إلى تسميات رسمية مثل باشا، خوجا، أو غير رسمية بحيث تكون ألقاب اجتماعية مثل هانم،  قرين هرم، أفندي، باي، إلخ.

## المستخدمة بالدولة العثمانية
- السلطان: لقب يشير إلى أعلى سلطة في الدولة العثمانية.
- الخليفة: لقب سياسي وديني يستمد من خلفاء الرسول صلى الله عليه وسلم.
- باديشاه.
- حضرة.

## أقارب السلطان
- شاه زاده.
- ولي عهد.
- سلطان زاده أبناء بنات السلطان.
- الجلبي
- بيه.
- دامات هو لقب كان يمنح لمن يصاهر السلطان أو بعض الأمراء.

## قريبات السلطان
- السلطانة الأم.
- خاصكي يعطى للزوجة الرئيسة للسلطان.
- خاتون.
- قادين أفندي لقب حل مكان لقب خاصكي.
- خانم.
- هانم افندي أو زوجة ولي عهد.

## التشريفات
| اللقب (بالتركية العثمانية) | بالتركية الحديثة | مدلوله |
| -------------------------- | ---------------- | --- |
| آشجی باشی                  | aşcıbaşı         | رئيس الطهاة |
| آغا                        | ağa              | من اللغة التركية ويعني سيد أو رئيس وهو لقب مدني وعسكري كان مستعملاً في عهد الدولة العثمانية؛ انظر آغا                                                                                      |
| آقنجي                      | akıncı           | |
| برات امینی                 |                  | |
| بوستانجي                   | bostancı         | بستاني القصر السلطاني، وكان يطلق أيضًا على حرس القصر السلطاني. |
| بوستانجی باشی              | bostancıbaşı     | |
| بولق باشی                  | bölükbaşı        | |
| چاقرجی                     | çakırcı          | صقّار |
| چاووش                      | çavuş            | رقيب، شاويش |
| چاووش باشی                 | çavuşbaşı        | قائد الرقباء |
| چری باشی                   | çeribaşı         | |
| چشنیجی                     | çeşnici          | |
| چشنیجی باشی                | çeşnicibaşı      | |
| جلبي                       | çelebi           | بدأ استعمال "أفندي" بدلًا منها لدى العثمانيين في العقد الثاني من القرن الخامس عشر الميلادي للدلالة على الإنسان المتعلم والمثقف، حيث حلت محل كلمة "جلبي" المماثلة لـ"أفندي" باللغة التركية. |
| دانشمند                    | danişmend        | كلمة فارسية الأصل تعني الرجل الرشيد/الحكيم |
| درويش                      | derviş           | |
| دفتر امينى                 |                  | |
| دفتردار                    | defterdar        | |
| دلی                        | deli             | |
| دوه جی                     | deveci           | |
| عجمی اوغلان                | acemi oğlan      | صبي مبتدئ |
| عزب                        | azap             | |